# 努登舍爾德海岸

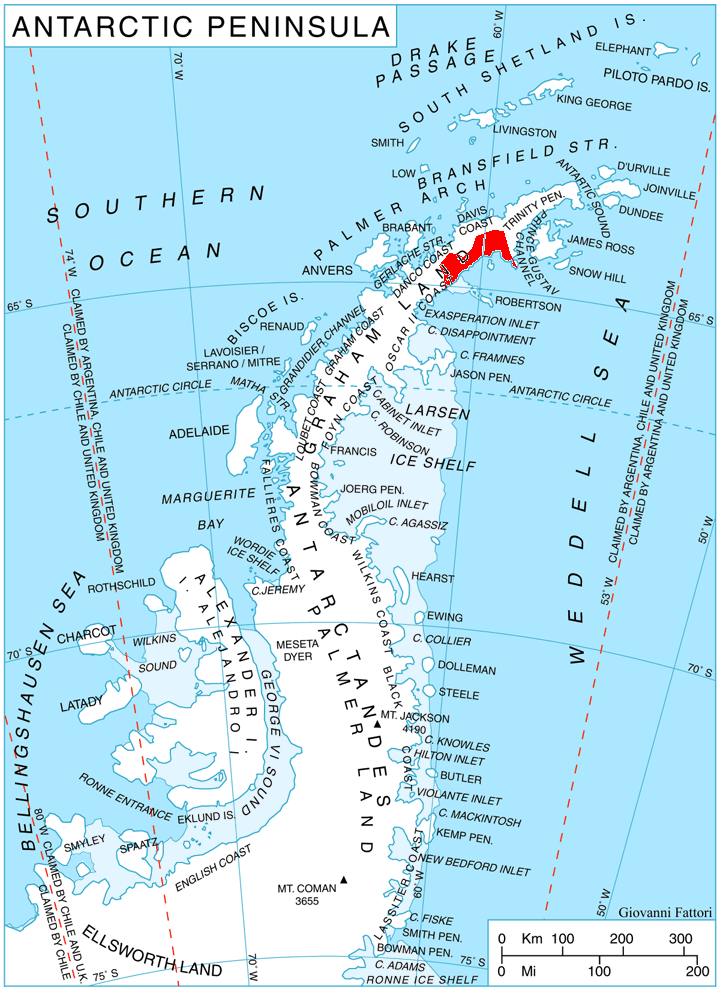
諾登斯基爾德海岸位置

努登舍爾德海岸（英語：Nordenskjold Coast）是位於（64°30′S 60°30′W / 64.500°S 60.500°W）南極半島東部的一處海岸，在渴望角與費爾韋瑟角之間。島名是1909年由埃德溫·斯威夫特·鮑爾奇以瑞典南極遠征時的極地探險家奧托·努登舍爾德命名。此地後來被林肯·埃爾斯沃思所探索。